# Stammliste der Könige der Langobarden
Im Folgenden findet sich eine detaillierte Stammliste der Könige der Langobarden (ohne die 653 bis 712 regierenden Könige aus der Familie der Agilolfinger).

## Stammliste
Die Stammliste benutzt die von Paulus Diaconus niedergelegte Stammesüberlieferung, auch wenn diese kaum verifizierbar ist.

### Die ersten Könige der Langobarden
- Agelmund, Sohn Agios, 1. König der Langobarden
- Laiamicho (Lamicho, Lamissio), 2. König der Langobarden

### Die Vorfahren des Königs Wacho
1. Lethuc (Letho), 3. König der Langobarden, † um 470
  1. Hildeoc, 4. König der Langobarden 470–478, † um 478
  2. Godeoc, † um 490, 5. König der Langobarden
    1. Claffo (Klef, Klaffo), † um 500, 6. König der Langobarden
      1. Tato, † 510, 7. König der Langobarden
        1. Rumetruda
        2. Ildiches (Risiulf), † um 552
          1. Hildiges, † 555

      2. Zuchilo (Unichis), Herzog und Feldherr
        1. Wacho, † 540, 8. König der Langobarden 510–540; ⚭ I Raicunda[1] von Thüringen, Tochter des Königs Bisinus und der Langobardin Menia, Schwester des Königs Herminafried; ⚭ II Austrigusa, Tochter des Gepiden-Königs Turisind; ⚭ III Sigilinda, Tochter des Heruler-Königs Rodulf – Nachkommen siehe unten

### Die Nachkommen des Königs Wacho
1. Wacho, † 540, 8. König der Langobarden 510–540 – Vorfahren siehe oben
⚭ I Raicunda von Thüringen, Tochter des Königs Bisinus und der Langobardin Menia, Schwester des Königs Herminafried;
⚭ II Austrigusa, Tochter des Gepiden-Königs Turisind;
⚭ III Sigilinda, Tochter des Heruler-Königs Rodulf
  1. (II) Wisigarda, † bald nach 537; 
⚭ 537 Theudebert I., König der Franken, † 548 (Merowinger)
  2. (II) Walderada, um 530, † nach 570 (Lethinger);
⚭ I Theudebald, König der Franken, † 555 (Merowinger);
⚭ II Chlothar I., König der Franken, † 561, geschieden (Merowinger);
⚭ III 555/561 Garibald I., Herzog von Bayern, † um 592 (Agilolfinger)
    1. (III) Gundoald, * um 565, † ermordet 612, Herzog von Asti – Nachkommen: die Langobardenkönige von 653 bis 712 aus der Familie der Agilolfinger
    2. (III) Tassilo I., † 610, 591 Herzog von Bayern
    3. (III) Theudelinde, * um 570, † 22. Januar 627; 
⚭ I 15. Mai 589 Authari, * um 560, † vergiftet 5. September 590, 584 12. König der Langobarden, Sohn von Cleph, † ermordet 574, 11. König der Langobarden 572; 
⚭ II Agilulf, † 616, Herzog von Turin, 591 13. König der Langobarden
      1. (II) Adaloald, * 606, † 626, König der Langobarden 615–625
      2. (II) Gundeperga, 
⚭ I Arioald, † 636, Herzog von Turin, König der Langobarden 625; 
⚭ II Rothari, † 652, Herzog von Brescia, König der Langobarden 636
        1. (II) (Stiefsohn von Rotharis erster Frau) Rodoald, * um 637, † erschlagen 653, Herzog von Brescia, 652 König der Langobarden

    4. (III) Tochter; ⚭ Ewin, Herzog von Trient, † 594
    5. (III) Grimoald I., Herzog von Bayern

  3. (III) Walthari, † 546, 540 König der Langobarden

### Die Familie des Königs Audoin
1. Menia, * um 470/475, † nach 510, Langobardin; ⚭ I Bisinus, König der Thüringer, † 510; ⚭ II NN, Langobarde aus dem Geschlecht der Gausen
  1. (I) Herminafried, † ermordet 534, König der Thüringer 510; ⚭ I Amalaberga, Nichte Theoderichs des Großen (Amaler)
    1. (II) NN. ⚭ Audoin
    2. (II) Amalafrid, oströmischer Heermeister

  2. (I) Baderich von Thüringen
  3. (I) Berthachar, † 529, 510 König der Thüringer
    1. Radegundis, † 13. August 587; ⚭ 538 Chlothar I., König der Franken, † 561 (Merowinger)

  4. (I) Raicunda, * um 485/490, † 505; ⚭ Wacho, König der Langobarden, † 540 (siehe oben)
  5. (II) Audoin, * um 515, † 561, 546 9. König der Langobarden; ⚭ I Rodelinde; ⚭ II NN.; Tochter des Königs Herminafried
    1. (I) Alboin, * um 530, † ermordet 28. Juni 572, 560 10. König der Langobarden, 568 nach Italien,
⚭ I Chlotswinde, * um 540, † vor 566, Tochter von Chlothar I., König der Franken (Merowinger);
⚭ II Rosamunde, * um 540, † August 572, Tochter von Kunimund, König der Gepiden († 567)
      1. (I) Albsvind

### Die Nachkommen des Königs Ansprand
1. Ansprand, * 660/661, † 13. Juni 712, Herzog, König der Langobarden 712; ⚭ Theodorada,
  1. Liutprand, König der Langobarden 712–744; ⚭ Guntrud von Bayern, Tochter von Theodbert, Herzog von Bayern (Agilolfinger)
    1. Tochter

  2. Sigiprant, † ermordet nach 707
    1. Gregor, † ermordet 741, 724 Herzog von Benevent
    2. Ansprand, † wohl 750, Herzog von Spoleto 744–750
    3. Hildeprand, † ermordet nach 744, Herzog von Spoleto, König 736, vertrieben 744; ⚭ Regarde, Schwester von Odilo, Herzog von Bayern, (Agilolfinger)
      1. Adelinde, † nach 787; ⚭ Warin der Ältere, Graf im Thurgau, † um 790

  3. Aurona[2]
    1. Guntberga; ⚭ Romuald II., † 754, Herzog von Benevent
      1. Gisulf II., † 749, 724 Herzog von Benevent, abgesetzt, 741 erneut
        1. Liutprand, † nach 759

### Die Nachkommen des Herzogs Wechtar von Friaul
1. Wechtar, Herzog von Friaul um 666

Dessen Nachkomme:
1. Billo, Herzog von Friaul
  1. Pemmo, Herzog von Friaul, abgesetzt 737, ⚭ Ratperga
    1. Ratchis, † nach 757, Herzog von Friaul, König der Langobarden 744–749 und 756–757; ⚭ Tassia, Römerin
      1. Ratrud

    2. Aistulf, † Dezember 756, Herzog von Friaul, König der Langobarden 749–756; ⚭ Giseltrude, Schwester des Herzogs Anselm von Friaul

### Die Nachkommen des Königs Desiderius
1. Desiderius, Herzog von Tuscien, 757 König der Langobarden; ⚭ Ansa
  1. Adelchis, † nach 788, Mitregent 759
  2. Anselperga, Äbtissin in Brescia
  3. Adelperga; ⚭ Arichis II., Herzog von Benevent, † 787
    1. Romuald (* 761/762; † 21. Juli 787; bestattet in der Kathedrale von Salerno)
    2. Grimoald III. (* vor 773; † April 806; bestattet in der Kathedrale von Salerno), Nachfolger seines Vaters als dux gentis Langobardorum (Herzog der Langobarden)
    3. Gisulf (* ?; † vor 806; bestattet in der Kathedrale von Salerno)
    4. Theoderada (* ?; † nach Februar 788)
    5. Adelchisa (* nach 773; † nach November 817), Äbtissin von San Salvatore d´Alife

  4. Liutberga, † um 793; ⚭ 769 Tassilo III., † nach 794, 748 Herzog von Bayern, abgesetzt 788 (Agilolfinger)
  5. NN (Desiderata); ⚭ 770 Karl der Große, geschieden 771, † 814 (Karolinger)